# Antherotoma senegambiensis
Antherotoma senegambiensis là một loài thực vật có hoa trong họ Mua. Loài này được (Guill. & Perr.) Jacq.-Fél. mô tả khoa học đầu tiên năm 1994.